# Dervis konvoj
A Dervis konvoj volt az első hajókaraván a második világháborúban, amelyet a szövetségesek a Szovjetunióba indítottak. A konvoj valamennyi hajója megérkezett Arhangelszkbe.

## Az első konvoj

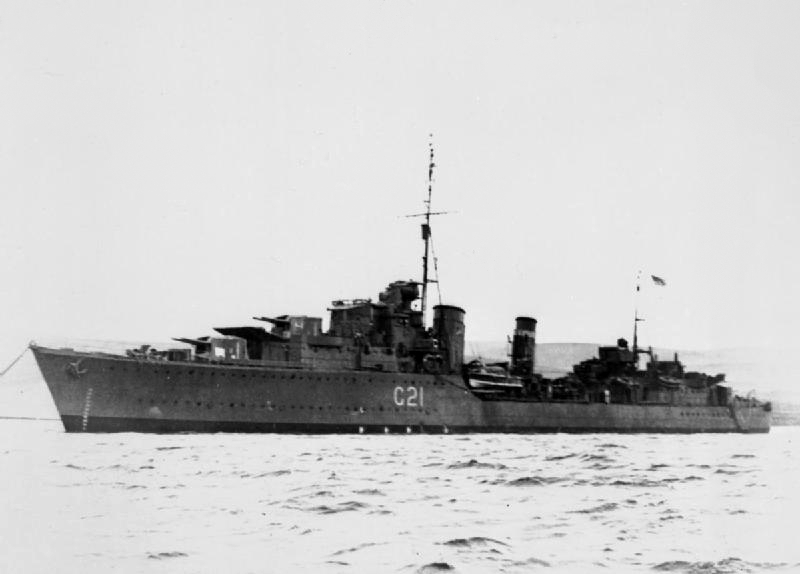
Az HMS Punjabi, a távoli fedezet egyik hajója

Miután a náci Németország megtámadta a Szovjetuniót, a nyugati szövetségesek számára fontossá vált Moszkva támogatása nyersanyaggal és felszereléssel. Az áruk egy részét Perzsián keresztül szállították Azerbajdzsánba, de ennél az útvonalnál jóval hatékonyabbnak bizonyult az északi, tengeri konvojok indítása.
Az első hajókaraván a Dervis művelet keretében indult az izlandi Hvalfjörður kikötőjéből 1941. augusztus 21-én. A szövetségesek tízezer tonna gumit, 3800 mélységi bombát és mágneses aknát, valamint 15 szétszerelt Hawker Hurricane vadászgépet szállítottak a náci Németország ellen harcoló Szovjetuniónak. A küldeményt hat teherhajó szállította, amelyet egy tanker (RFA Aldersdale) és több hadihajó kísért. A karaván parancsnoka a brit John Charles Keith Dowding kapitány volt. A hajók 1941. augusztus 31-én érkeztek meg Arhangelszkbe. A Llanstephan Castle fedélzetén utazott a Daily Sketch két újságírója, Vernon Bartlett és Charlotte Haldane, valamint a lengyel születésű brit festőművész, Feliks Topolski, aki a háborút örökítette meg.
A kereskedelmi egységeket tíz hadihajó kísérte. Távoli fedezetet biztosított az  HMS Shropshire nehézcirkáló, valamint az HMS Matabele, az HMS Punjabi és az HMS Somali romboló. Szükség esetén az első világháborús anyahajó, az HMS Argus is segítséget nyújtott volna Hurricane-jeivel. A Dervis konvoj tagjait szovjet járőrhajók kísérték útjuk végén. A szövetséges tengerészek kevés együttműködési szándékot tapasztaltak Arhangelszkben. Mivel nem voltak rakodómunkások, a legénység megpróbálta maga kirakodni a küldeményt, de a helyi katonák megakadályozták ezt, mivel a nyugatiaknak nem volt hivatalos engedélyük arra, hogy a partra lépjenek. A helyzet csak azután változott meg, hogy egy magas rangú szovjet illetékes érkezett a helyszínre.
A Dervis konvoj sikerén felbuzdulva a szövetségesek rendszeressé tették az északi hajókaravánokat. A QP kódjelű első karaván (QP–1) 1941. szeptember 28-án indult Arhangelszkből nyugatra, míg párja (PQ–1) szeptember 29-én hajózott ki Izlandról.

## A hajók

### Kereskedelmi hajók
| A hajó neve          | Nemzetisége        | Vízkiszorítása (brt |
| -------------------- | ------------------ | ------------------- |
| Alchiba              | Hollandia          | 4427                |
| Aldersdale           | Egyesült Királyság | 8402                |
| Esneh                | Egyesült Királyság | 1931                |
| Lancastrian Prince   | Egyesült Királyság | 1914                |
| Llanstephan Castle   | Egyesült Királyság | 11 348              |
| New Westminster City | Egyesült Királyság | 4747                |
| Trehata              | Egyesült Királyság | 4817                |

### Kísérőhajók
| A hajó neve    | Nemzetisége        | Típusa                   |
| -------------- | ------------------ | ------------------------ |
| RFA Aldersdale | Egyesült Királyság | Tanker                   |
| HMS Electra    | Egyesült Királyság | Romboló                  |
| HMS Active     | Egyesült Királyság | Romboló                  |
| HMS Impulsive  | Egyesült Királyság | Romboló                  |
| HMS Halcyon    | Egyesült Királyság | Aknaszedő                |
| HMS Salamander | Egyesült Királyság | Aknaszedő                |
| HMS Harrier    | Egyesült Királyság | Aknaszedő                |
| HMS Hamlet     | Egyesült Királyság | Tengeralattjáró-elhárító |
| HMS Macbeth    | Egyesült Királyság | Tengeralattjáró-elhárító |
| HMS Ophelia    | Egyesült Királyság | Tengeralattjáró-elhárító |

## Fordítás
- Ez a szócikk részben vagy egészben  a   Dervish Convoy című angol Wikipédia-szócikk fordításán alapul.  Az eredeti cikk szerkesztőit annak laptörténete sorolja fel. Ez a jelzés csupán a megfogalmazás eredetét és a szerzői jogokat jelzi, nem szolgál a cikkben szereplő információk forrásmegjelöléseként.